# Lamettasyndrom
Das Lamettasyndrom ist ein Anzeichen für das Absterben von Fichten. Der „Vorhang“ der ganz normal von den Ästen herabhängenden Zweige der Fichten wird dann durch den Nadelverlust durchsichtiger und die Zweige einzeln sichtbar wie Lametta, daher der Name.
Diese Krankheit lässt sich besonders gut an den Waldrändern erkennen, wenn dort Lücken durch Krankheiten, Mineralienmangel und Parasitenbefall auftreten.
Siehe auch: Waldsterben